# Tomasz Kostuch
Tomasz Kostuch vel Tomasz Dulębiak vel Tomasz Pigwa, ps.: Bryła, Klin (ur. 21 listopada 1916 w Kielcach, zm. 17 kwietnia 1992 w Warszawie) – podpułkownik Wojska Polskiego, uczestnik Powstania Warszawskiego, więzień GZI, cichociemny. Znajomość języków: francuski. Zwykły Znak Spadochronowy nr 0211, Bojowy Znak Spadochronowy nr 1566.

## Życiorys
Urodził się w rodzinie Tomasza, nauczyciela, prezesa Rady Miejskiej w Kielcach i Stefanii z Kruczków. Od 1923 uczył się w Gimnazjum im. Jana Śniadeckiego w Kielcach, od 1930 w Gimnazjum Państwowym im. A. Mickiewicza w Warszawie, następnie w Gimnazjum Króla Władysława IV oraz Gimnazjum im. L. Lorentza w Warszawie, w 1936 zdał egzamin dojrzałości. Od 1 września 1936 słuchacz Szkoły Podchorążych Broni Pancernych w Modlinie, po jej ukończeniu 15 lipca 1939 przydzielony do 12 Batalionu Pancernego w Łucku.
W kampanii wrześniowej 1939 walczył jako dowódca 3 plutonu 1 kompanii 21 Batalionu Czołgów Lekkich. Był to jedyny batalion w Wojsku Polskim wyposażony w czołgi Renault R-35. 18 września wraz z batalionem przekroczył granicę polsko-rumuńską w Kutach, internowany w Rumunii w obozie Baile-Govora. 10 grudnia 1939 uciekł, w listopadzie przekroczył granicę rumuńsko-jugosłowiańską i przez Split, greckim frachtem „Attica” dotarł 3 grudnia do Marsylii. 20 grudnia 1939 wstąpił w Bessieres do Polskich Sił Zbrojnych, następnie w obozach: Sables-d’Or-les Pins, później Cairanne, Piolenc. od 1 czerwca 1940 przydzielony jako dowódca 4 plutonu 2 kompanii I baonu czołgów 10 Brygady Kawalerii Pancernej. Uczestniczył w walkach kampanii francuskiej, na szlaku Vertrus – Fere Champenoise – Montgivroux, osłaniając skrzydła francuskiego 8 Korpusu. 16 czerwca 1940 wraz ze swoim plutonem czołgów, działającym w składzie 1 batalionu czołgów uczestniczył w całonocnym natarciu na miasteczko Montbard nad Kanałem Burgundzkim, w celu umożliwienia przeprawy przez kanał i wyjścia dywizji z okrążenia. Wobec silnej obrony, braku paliwa i amunicji o świcie 17 czerwca z częścią oddziału wycofał się do lasów Moloy.
Po upadku Francji od 18 czerwca 1940 wraz z żołnierzami przedzierał się do nieokupowanej części Francji. Po dotarciu do Vichy rozbrojony, od 22 lipca 1940 dowódca pracującego przy budowie dróg plutonu roboczego „805” kompanii roboczej obozu w Carpiagne pod Marsylią oraz Garrigues w rejonie Nîmes. 3 stycznia 1941 uciekł z zamiarem dotarcia do Wielkiej Brytanii, po opłaceniu przemytników wraz z kilkoma żołnierzami przemycony pod pokładem statku dotarł do Algieru, stamtąd do Oranu. 4 lutego 1941 aresztowany pod zarzutem paserstwa przez tajną policję francuską podległą rządowi w Vichy, przez ok. trzy miesiące przesłuchiwany, następnie osadzony w więzieniu w Oranie (Prison Civil d’Oran). W maju zwolniony z więzienia, osadzony w obozie internowanych w Mascara. Uciekł, schwytany, po miesiącu karnego aresztu osadzony w obozie Mecheria, następnie w obozach (oazach) Colomb Bechar w Algierii (na Sacharze) oraz Erfoud Tafillet na południu Maroka.
Uwolniony przez aliantów po inwazji na Afrykę Północną, 27 listopada 1942 dotarł do Casablanki i przez Gibraltar 5 grudnia 1942 do portu Greenock (Wielka Brytania). Od 18 grudnia przydzielony jako dowódca plutonu 1 pułku pancernego 16 Brygady Pancernej 1 Dywizji Pancernej.
Zgłosił się do służby w kraju. Przeszkolony ze specjalnością w dywersji oraz broni pancernej, na kursach specjalnych dla kandydatów na cichociemnych, m.in. dywersyjno – strzeleckim (STS 25, Garramour), podstaw wywiadu (STS 34, Bealieu), spadochronowym, i in. Zaprzysiężony na rotę ZWZ/AK 23 września 1943 w Chicheley przez szefa Oddziału VI (Specjalnego) Sztabu Naczelnego Wodza, przerzucony na stację wyczekiwania Głównej Bazy Przerzutowej w Latiano nieopodal Brindisi we Włoszech.
Przerzucony do Polski samolotem Dakota FD-919 „I” (267 Dywizjon RAF), w nocy 15/16 kwietnia 1944, w sezonie operacyjnym „Riposta”, w operacji lotniczej „Wildhorn I” (Most nr 1) na placówkę odbiorczą (lądowisko) „Bąk” w okolicach miejscowości Matczyn, 35 km od Lublina. Razem z nim przerzucono mjr Narcyza Łopianowskiego ps. Sarna. Samolotem z Polski odlecieli: gen. Stanisław Tatar ps. Turski, ppłk. Marian Dorotycz-Malewicz ps. Roch, por. Andrzej Pomian ps. Dowmuntt oraz wysłannik Delegata Rządu Zygmunt Berezowski i przedstawiciel Stronnictwa Ludowego Stanisław Ołtarzewski.
Po aklimatyzacji do realiów okupacyjnych, od 1 maja 1944 przydzielony do Warszawskiego Obszaru AK jako instruktor w ośrodku pancernym Obszaru „Wiatrak”: prowadził m.in. wykłady dla dowódców kompanii i plutonów pancernych, ze znajomości niemieckiej broni pancernej, w tym teoretyczne kursy jazdy.
W Powstaniu Warszawskim w podobwodzie Śródmieście Południowe, jako dowódca patrolu miotaczy ognia (3–6 sierpnia), m.in. w walkach w rejonie Sejmu; następnie od 12 sierpnia adiutant komendanta podobwodu mjr. Stanisława Łętowskiego ps. Mechanik. Od 28 sierpnia oficer operacyjny odcinka taktycznego „Sarna”, dowodzonego przez mjr Narcyza Łopianowskiego ps. Sarna. Walczył w rejonie od skrzyżowania ul. Marszałkowskiej i Alei Jerozolimskich do Muzeum Narodowego. Po upadku powstania w niewoli niemieckiej, od 6 października 1944 w obozach w Ożarowie, Sandbostel i Lubece. 2 maja 1945 uwolniony przez wojska brytyjskie.
Od 11 maja 1945 w Wielkiej Brytanii, ponownie wstąpił do Polskich Sił Zbrojnych, przydzielony do Ośrodka Wyszkolenia Piechoty w Crieff (Szkocja). Awansowany na stopień kapitana ze starszeństwem od 1 stycznia 1945. Od 20 lipca do 24 listopada 1945 uczestnik kursu przygotowawczego do Wyższej Szkoły Wojennej w miejscowości Crieff, następnie od stycznia 1946 uczestnik VI Kursu Wyższej Szkoły Wojennej w Cupar. Po jego ukończeniu 6 lipca 1946 mianowany oficerem dyplomowanym, przydzielony do 16 Brygady Pancernej.
11 października 1946 zrezygnował ze służby wojskowej, 7 listopada statkiem m/s Sobieski powrócił do Polski. Przesłuchiwany w WUBP w Gdańsku, zwolniony, od 5 marca 1947 powołany do Ludowego Wojska Polskiego, m.in. jako kierownik sekcji w Oddziale II (wywiad) Sztabu Generalnego, kierownik sekcji w Biurze Wojskowym Ministerstwa Przemysłu i Handlu. W 1948 awansowany na stopień majora. Od 2 kwietnia 1950 przeniesiony do rezerwy.
16 października 1952 aresztowany przez Główny Zarząd Informacji, oskarżony o „usiłowanie obalenia przemocą ustroju państwa polskiego oraz szpiegostwo na rzecz mocarstw zachodnich”, w tzw. sprawie odpryskowej procesu generałów. Osadzony w więzieniu na Mokotowie, przesłuchiwany po 18 godzin na dobę. 24 kwietnia 1953 skazany na dożywocie. 22 lutego 1955 zwolniony z więzienia, udzielono mu przerwy w odbyciu wyroku „ze względów społecznych”, 7 maja 1956 postępowanie umorzono „z braku dowodów winy”.
Od 20 sierpnia 1956 redaktor w wydawnictwie „Polonia”. Awansowany na stopień podpułkownika 16 lutego 1957. Do 1 września 1961 szef reklamy w Przedsiębiorstwie Handlu Zagranicznego „Metalexport”, następnie redaktor, kierownik redakcji w wydawnictwie, później pod nazwą Przedsiębiorstwo Reklamy i Wydawnictw Handlu Zagranicznego „AGPOL” w Warszawie. Od 1 lipca 1982 na emeryturze. Wystąpił w filmie dokumentalnym pt. Cichociemni z 1989. W 1988 Wydawnictwo Ministerstwa Obrony Narodowej wydało jego wspomnienia pt. Podwójna pętla – wspomnienia cichociemnego.
W lipcu 1944 ożenił się z Zofią Grzymską (ur. 1917), z którą miał dwoje dzieci: Tomasza (ur. 1945) i Małgorzatę zamężną Górecką (ur. 1950). Zmarł 17 kwietnia 1992 w Warszawie.

## Awanse
- podporucznik – ze starszeństwem od 1 sierpnia 1939
- porucznik – 1 marca 1944 roku
- kapitan – ze starszeństwem od 1 stycznia 1945
- oficer dyplomowany – 6 lipca 1946
- major dyplomowany – 1948
- podpułkownik dyplomowany – 16 lutego 1957

## Ordery i odznaczenia
- Krzyż Srebrny Orderu Virtuti Militari nr 13545[6]
- Krzyż Walecznych – dwukrotnie
- Krzyż Kawalerski Orderu Odrodzenia Polski
- Złoty Krzyż Zasługi